# جيمي روي
جيمي روي (بالفرنسية: Jimmy Roye)‏ (8 سبتمبر 1988 بباريس في فرنسا - ) هو لاعب كرة قدم فرنسي في مركز الوسط. لعب مع نادي باريس ونادي نيور ونادي كاليه ‏.

## وصلات خارجية
- جيمي روي على موقع قاعدة بيانات كرة القدم.إي يو (الإنجليزية)
- جيمي روي على موقع Soccerway.com (الإنجليزية)
- جيمي روي على موقع عالم كرة القدم.نت (الإنجليزية)
- جيمي روي على موقع GSA (الإنجليزية)